# Darren Langdon
Darren Michael Langdon (* 8. Januar 1971 in Deer Lake, Neufundland und Labrador) ist ein ehemaliger kanadischer Eishockeyspieler, der während seiner aktiven Karriere zwischen 1992 und 2006 unter anderem 546 Spiele für die New York Rangers, Carolina Hurricanes, Vancouver Canucks, Canadiens de Montréal und New Jersey Devils in der National Hockey League auf der Position des linken Flügelstürmers bestritten hat.

## Karriere
Langdon spielte während seiner Juniorenzeit bis 1992 in der Maritime Junior A Hockey League bei den Summerside Western Capitals. Von dort wechselte er im Sommer 1992 ungedraftet zu den Dayton Bombers aus der East Coast Hockey League. Über die Binghamton Rangers aus der American Hockey League, für die er in der gleichen Saison ebenfalls zu Einsätzen kam, schaffte der Stürmer im Verlauf der durch den Lockout verkürzten NHL-Spielzeit 1994/95 erstmals den Sprung in den Kader der New York Rangers aus der National Hockey League. New York stand in einem Kooperationsverhältnis mit den Binghamton Rangers und hatte ihn im Sommer 1993 unter Vertrag genommen.
Zur Saison 1995/96 gelang es Langdon sich in der Funktion eines Enforcers fest im Kader des Original-Six-Franchises zu etablieren. Er lief bis zum Ende des Spieljahres 1999/2000 für die Rangers auf. Nachdem er große Teile der zurückliegenden Spielzeit aufgrund einer Leistenverletzung versäumt hatte, wurde er Anfang August 2000 gemeinsam mit Rob DiMaio an die Carolina Hurricanes abgegeben. Diese schickten im Gegenzug Sandy McCarthy sowie ein Viertrunden-Wahlrecht im NHL Entry Draft 2001 an den Big Apple. Bei den Hurricanes füllte der Kanadier weiter die an ihn gestellten Anforderungen aus, ehe er Anfang der Saison 2002/03 mit dem Tschechen Marek Malík zu den Vancouver Canucks transferiert wurde. Das Team von der kanadischen Westküste entschädigte die Hurricanes mit den beiden Angreifern Jan Hlaváč und Harold Druken.
Im Kader der Canucks spielte Langdon aber lediglich eine untergeordnete Rolle und lief im Saisonverlauf in nur 45 Spielen auf. Anfang Oktober 2003 sicherten sich schließlich die Canadiens de Montréal über den NHL Waiver Draft seine Dienste für die Spielzeit 2003/04. Auch seine Zeit bei den Franko-Kanadiern endete nach nur einer Saison, da sein auslaufender Vertrag nach Saisonende nicht verlängert wurde. Im Juli 2004 schloss er sich als Free Agent den New Jersey Devils an. Da die gesamte NHL-Saison 2004/05 einem erneuten Lockout komplett zum Opfer fiel und Langdon ebenso pausierte, bestritt der Angreifer erst in der Spielzeit 2005/06 einige Spiele für die Devils. Da sein Spielertyp nach dem Lockout nicht mehr so stark gefragt war, er zudem den Großteil der Saison als Reservist und aufgrund einer erneuten Leistenverletzung verpasst hatte, beendete er im Sommer 2006 im Alter von 35 Jahren seine aktive Karriere.
Nach einer zweijährigen Pause kehrte Langdon zur Saison 2008/09 noch einmal aufs Eis zurück und spielte in den folgenden fünf Jahren in der West Coast Senior Hockey League und Newfoundland Senior Hockey League für diverse Teams. Mit Beginn der Saison 2014/15 übte er für zwei Jahre das Traineramt bei den Corner Brook Royals in der Newfoundland Senior Hockey League aus.

## Karrierestatistik
(Legende zur Spielerstatistik: Sp oder GP = absolvierte Spiele; T oder G = erzielte Tore; V oder A = erzielte Assists; Pkt oder Pts = erzielte Scorerpunkte; SM oder PIM = erhaltene Strafminuten; +/− = Plus/Minus-Bilanz; PP = erzielte Überzahltore; SH = erzielte Unterzahltore; GW = erzielte Siegtore; 1 Play-downs/Relegation; Kursiv: Statistik nicht vollständig)